# 81-es főút (Magyarország)

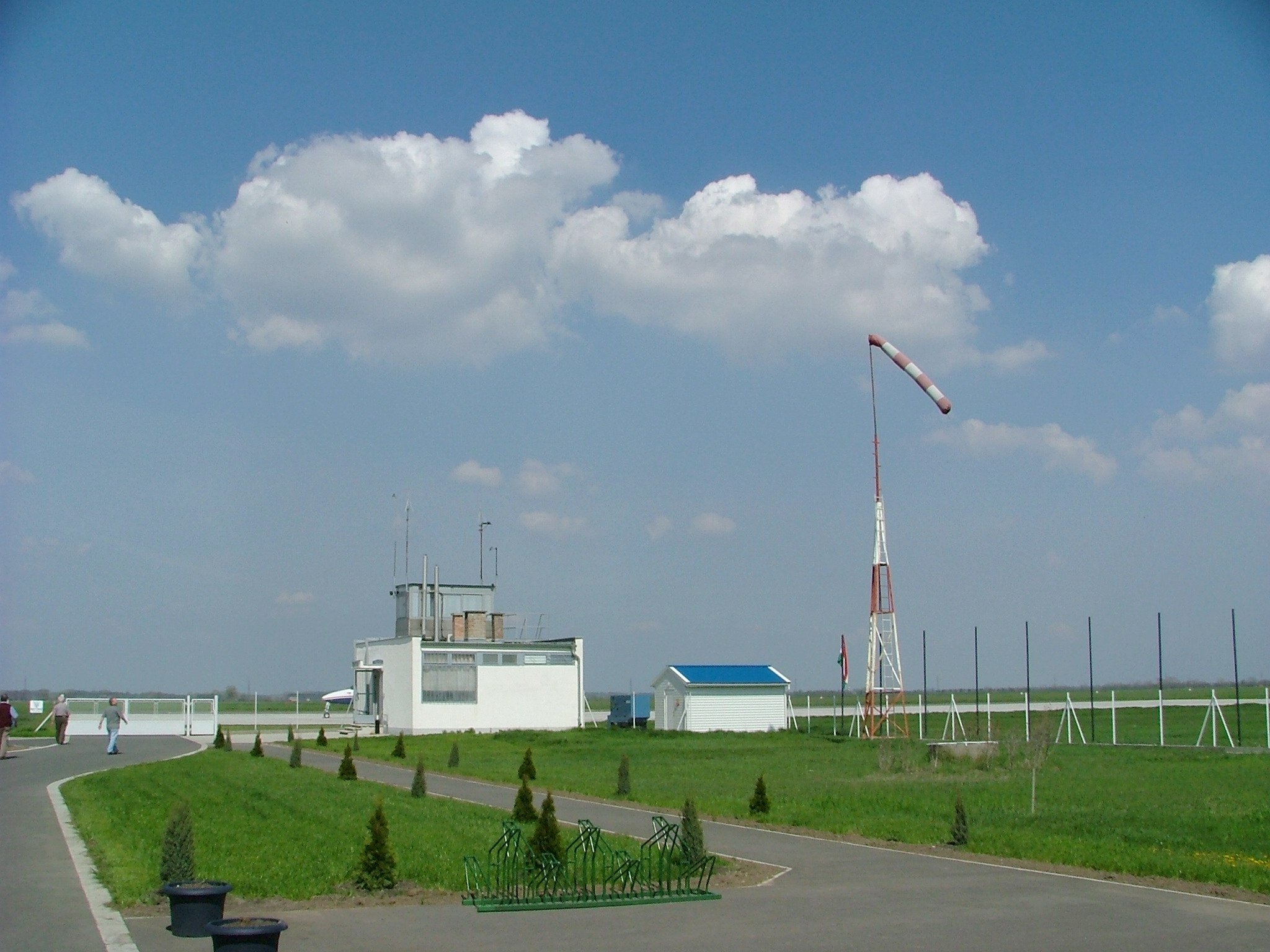
A főút mellett a péri repülőtér

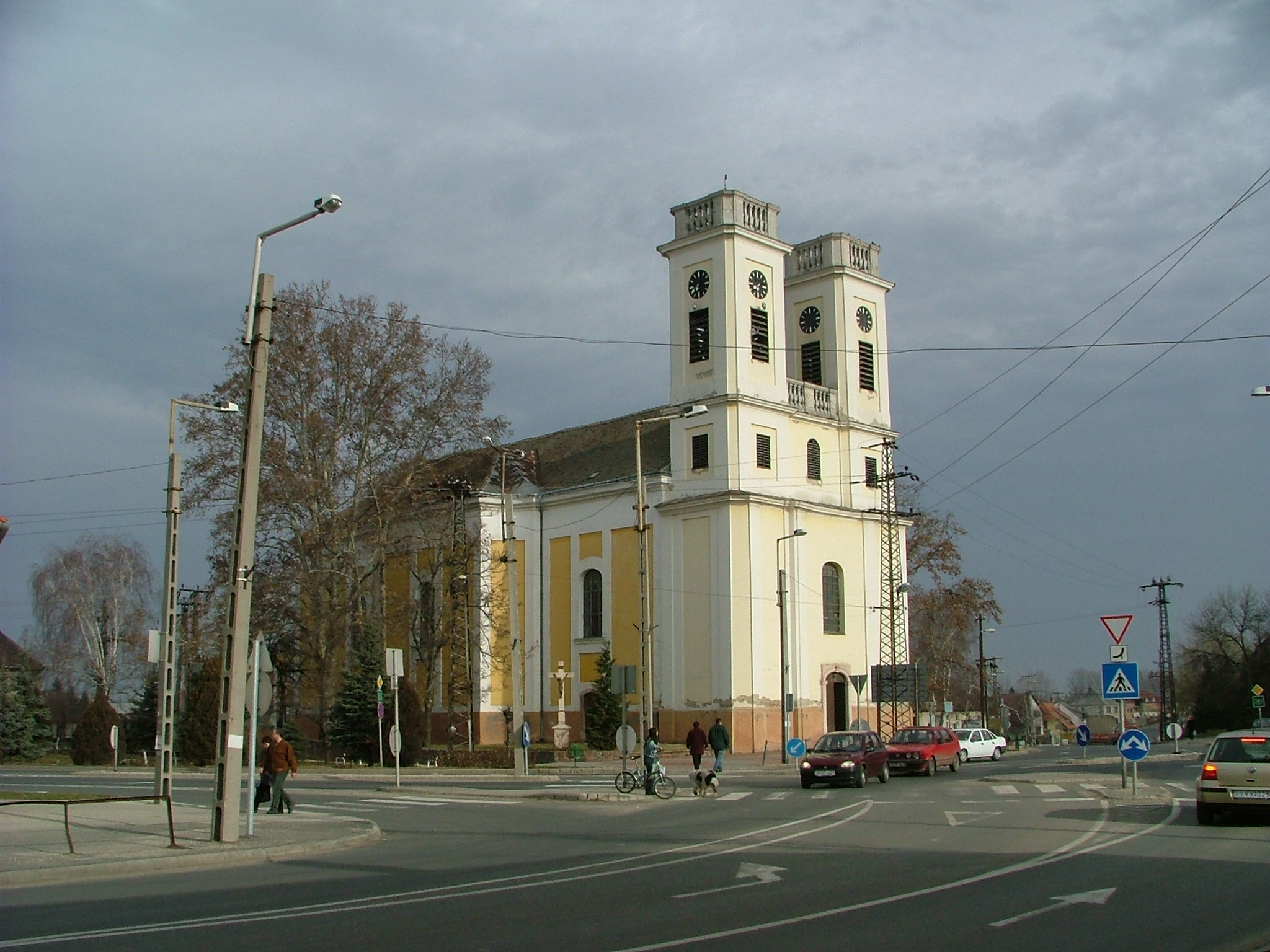
Kisbéren a római katolikus templom előtt kanyarodik el a 81-es főút és válik el a Tatabányát Pápával összekötő út

A 81-es számú főút Székesfehérvártól kiindulva Győrig tart. Az európai E575-ös főút része. Folytatása Győrtől a 14-es főút, ami az E575 számú útvonal másik része és a szlovákiai Nagymegyer felé halad.

## Fekvése
Délkelet-északnyugati irányban szeli át a Dunántúl északi részét, összekötve a Közép- és Nyugat-Dunántúl központjait. Érinti Fejér, Komárom-Esztergom és Győr-Moson-Sopron vármegyét.
Székesfehérvár város a geológiai fejlődés által, természetes módon,  kijelölt dunántúli útvonalak, a Balaton-Velencei-tó-Budapest irányú tektonikus törésvonal, és a rá merőleges, nagyjából a Győr-Székesfehérvár irányú az úgynevezett Móri-árok találkozási pontján alakult ki. Az útvonal végig ebben az árokban vezet Kisbérig, ahol a Bakonyalján áttörve éri el A Kisalföld (a Győr-Tatai-teraszvidék a Kisalföld fokozatos elvégződése, kiékelődése keleti irányban, melyet az egykor magasabb szinteken folyó Duna teraszmaradványai jellemeznek) keleti területeit. A kisalföldi homokpuszta a Duna árterétől délre azzal párhuzamosan Győrtől a Tatai árokig húzódik. Aljzata felső pleisztocén korú kavicstakaró. Győr és Gönyű között 4-8 méter vastagságú teraszokat képezett. Legszebb foltjuk a Komárom-Győr-Kisbér háromszögben érintetlenül pompázó gyep, amely a Pannon Tájvédelmi Körzet legkeletibb elhelyezkedésű védett területe.

## Települések az útvonal mentén
Az egyetlen országos főútvonalunk a 8-as főút, amely nem Budapestről, hanem Székesfehérvárról indul ki. Ennek pontos helye, ami a városi forgalomban nem tűnik fel, a Vörösmarty tér. Nevezetes helye a Stop presszó, az „országúti turizmus” nagy forgalmi megállóhelye volt a 60-as 70-es években. Innen több főútvonal is elágazik: a  63-as főút Szekszárd felé, a 81-es főút pedig Győr felé. A Palotai úton hagyjuk el a történelmi belvárost. A halastavak déli oldalán a 8-as számú főúton, a  keleti oldalán pedig a 81-es számú főúton hagyhatjuk el a várost. Másfél évtizeddel ezelőtt a belvárost elkerülő utat építettek a 8-as főút kiindulópontjától az M7-es aluljárójáig, ahonnan a 62-es főút indul ki Dunaújváros felé.
Sárkeresztesen megtalálhatjuk egy római település romjait, ami kapcsolatban volt a Dunántúl északi felén lévő római településekkel, az itt elvezető út révén. A 81-es autóút Mór és Székesfehérvár irányában gyors megközelítési lehetőséget biztosít a lakosság számára.
Söréd a Móri-árok keleti peremén fekszik. Mezőgazdasági jellegű település.
Mór város a Bakony és a Vértes hegység  között határt alkotó Móri-árok jelentős települése a Vértes hegység oldalában. A móri borvidékhez tartozik Söréddel együtt. A hegység legforgalmasabb  gazdasági, kulturális és turisztikai centruma. A városhoz tartozik Felsődobos is, amely a 12. századtól királyi birtok volt. A megyehatár szélén találjuk, s ez a külterületi lakotthely, majdnem egybe épült Bakonysárkánnyal.
Bakonysárkány A régi 81-es főút a falun keresztül haladt át és az 1960-as évek végén a modernizált út elkerüli  települést, egy utca kivételével. Az út mellett több helyen is találnak vendéglátó helyeket, a megállni, pihenni vágyó utazók.
Kisbér város határában ágazik ki a 13-as főút Komárom város felé. A város belterületén egy darabon együtt halad  a Pápát Tatabányával összekötő harmadrendű, de jelentős forgalmú közút.
Ászár Hosszú időn keresztül Kisbér város városrésze volt. A jelenlegi két települést a Székesfehérvár–Komárom-vasútvonal választja szét.
Mezőörs nevét onnan kapta, hogy  az avarok által Győr köré épített védelmi gyűrű külső őrállása volt. Ezt valószínűsíti az a tény is, hogy a Székesfehérvárt Győrrel összekötő út mentén található.
Pér a Kisalföld déli részében a Bakony-ér völgyében található. A táj átmenetet képez a síkság és a Sokorói-dombság között. A településen repülőtér is található a főút mellett.
Győrbe a Fehérvári úton haladunk be, melynek a korszerűsítésének második ütemét két évvel ezelőtt fejezték be. A városban másodikként 2006-ban létrehozott körgeometriás csomópont az egyik végpontja a 81-es főútnak. A közelben lévő teherpályaudvar felett átívelő hídról, melyen az 1-es főút forgalmát vezetik át, a felüljáró alatt a körgeometriás kereszteződéshez lehet eljutni. S nem utolsó szempont, hogy a 14-es számú főút kiindulópontját is innen számítják.

## Története
Az útvonal helyén a római korban egy másik út vezetett Gorsiumból (Tác) a Móri-völgyön át, Arrabona (Győr) illetve Brigetio (Ószőny) irányába.

## Csomópontok, pihenőhelyek és hidak

### Jövőbeni tervek
„A 81. számú. és a 14. számú főút tengely kiemelt fejlesztésével, valamint a gönyűi kikötő közúti kapcsolatainak javításával, mint fejlesztési célok nagyon fontosak. A hosszútávú (2034) tervekben a Székesfehérvár – Győr – Vámosszabadi vonal kiemelt főútként, azaz 2x2 sávos, településeket elkerülő útként szerepel. Ezen az útvonalon már az előkészítés alatt álló hosszú távú (2020) program alapján is jelentős fejlesztéseket terveznek megvalósítani. Így a Székesfehérvár – Kisbér szakasz négy sávra bővítését, a kisbéri elkerülő szakasz megépítését. A regionális egyeztetésének eredményeként került a program-tervezetbe a 19-es főút és a 14. számú főutak összeköttetését biztosító útszakasz a Mosoni-Duna-híddal (győri északi elkerülő út I. ütem) együtt ’’.
A 81-es főút egyes szakaszainak rekonstrukciója és fejlesztése az egyes közlekedésfejlesztési projektekkel összefüggő közigazgatási hatósági ügyek nemzetgazdasági szempontból kiemelt jelentőségű üggyé nyilvánításáról és az eljáró hatóságok kijelöléséről szóló 341/2012. (XII. 6.) kormányrendeletben foglaltak szerint nemzetgazdasági szempontból kiemelt jelentőségűek.
Számos kezdeményezés született már arra, hogy a főutat négysávosra bővítsék. Készült több nyomvonalterv is, alapvetően két elgondolás mentén: az egyik szerint a Győr-Gönyű kikötő forgalomba kapcsolása érdekében a főút Győrig lenne kiszélesítve, a másik szerint pedig Komáromig. Egyelőre (2017-ig) azonban a kormány önerőből csak a forgalombiztonsági szempontból szükséges burkolatjavításokat végzi el.
2016 novemberében online petíció (https://web.archive.org/web/20171223004026/https://www.peticiok.com/negysavos_81-est) indult annak érdekében, hogy mihamarabb, az éppen aktuális fejlesztési ciklusban elinduljon a főút négysávosra bővítése.

## Képgaléria

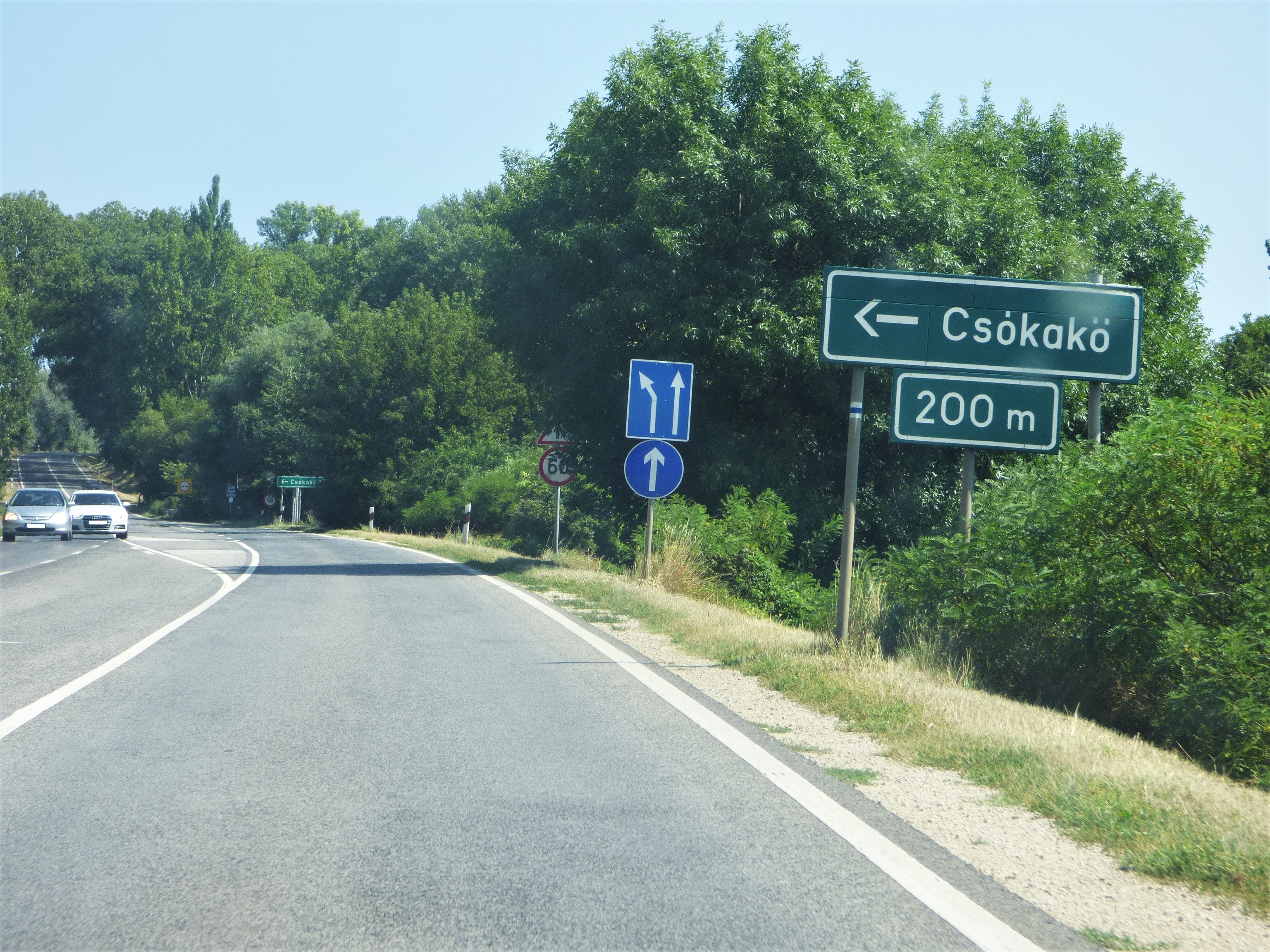
A csókakői elágazás előjelző táblája Győr felől
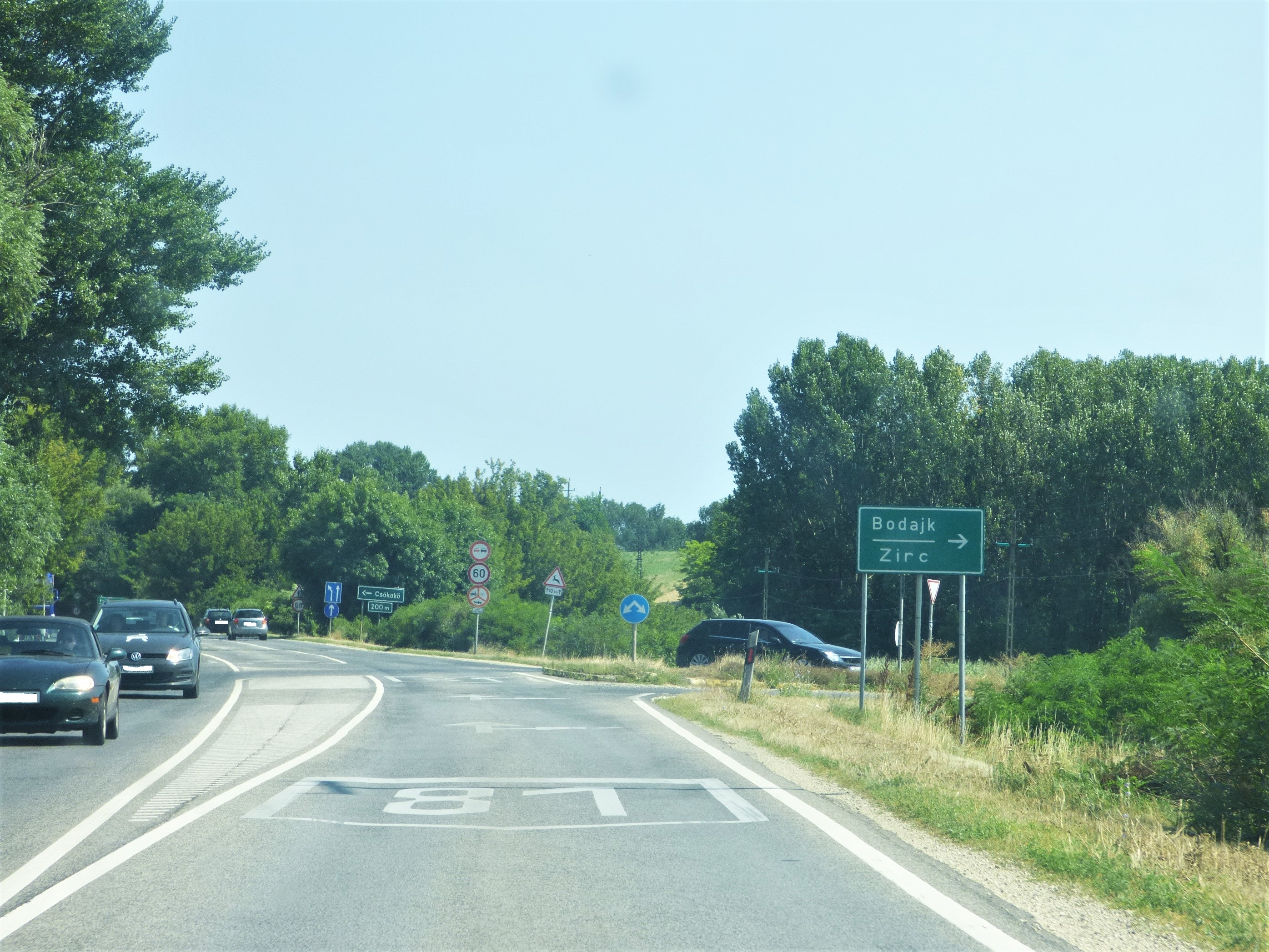
A 8209-es út kiágazása
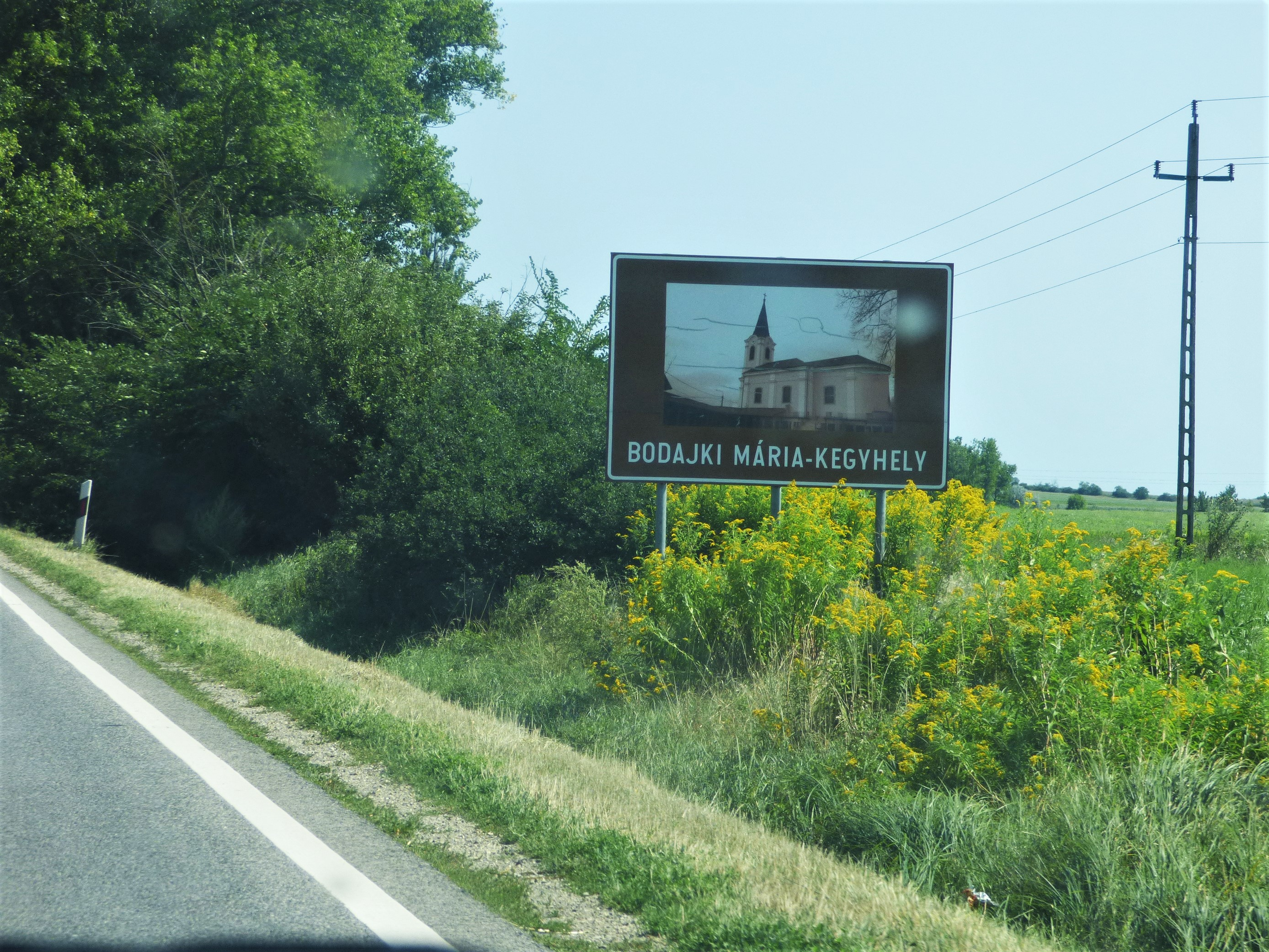
A bodajki Mária-kegyhely idegenforgalmi kedvcsináló táblája a 81-es út mentén

## Lásd még
- M81-es autóút